# Ladschin
al-Malik al-Mansur Husam ad-Din Ladschin (arabisch الملك المنصور حسام الدين لاجين, DMG al-Malik al-Manṣūr Ḥusām ad-Dīn Lāǧīn; † 16. Januar 1299) war Sultan der Mamluken in Ägypten von 1297 bis 1299.
Ladschins Aufstieg als Mamlukenführer begann unter Sultan Qalawun, von dem er zum Vizekönig in Syrien ernannt wurde und eine Tochter von ihm heiratete. Nachdem er 1293 am Sturz von Chalil beteiligt war, verbündete er sich mit Kitbugha, dessen Machtergreifung er zunächst unterstützte. Nachdem dieser aber seine mongolischen Landsleute bei der Ämtervergabe bevorzugte, leitete Ladschin 1296 dessen Sturz ein. 
Als Sultan (1297–1299) musste er den Emiren der Mamluken zusichern, diese bei wichtigen Entscheidungen zu konsultieren. Ladschin konnte während seiner Regierung die Erholung des durch Hungersnöte und Epidemien geschwächten Landes einleiten. So sorgte er durch die Reduzierung der Steuern für die Erleichterung der Lasten für die Bevölkerung. Auch wurden die Strafen für Vergehen gemildert. Auch förderte Ladschin den Ausbau von Kairo. So ließ er die Ibn-Tulun-Moschee aus dem 9. Jahrhundert restaurieren. Trotz seiner erfolgreichen Regierung dauerte seine Herrschaft nicht lange, da er wegen seiner Günstlingswirtschaft am 16. Januar 1299 ermordet wurde. Nach dem Tod von Ladschin wurde erneut al-Malik an-Nasir Muhammad als Sultan eingesetzt.
| Vorgänger | Amt                                           | Nachfolger                 |
| --------- | --------------------------------------------- | -------------------------- |
| Kitbugha  | Sultan von Ägypten (Bahri-Dynastie) 1297–1299 | al-Malik an-Nasir Muhammad |